# Беседнова, Наталия Николаевна
Ната́лия Никола́евна Беседнова (2 февраля 1935 — 23 сентября 2023) — советский и российский микробиолог и иммунолог, академик РАН (с 2013; академик РАМН с 2000), Директор Научно-исследовательского института эпидемиологии и микробиологии имени Г. П. Сомова (1988—2010). Заслуженный деятель науки РФ. Доктор медицинских наук, профессор.
Лауреат Государственной премии СССР (1989).

## Биография
Окончила в 1959 году I-й Московский медицинский институт им. И. М. Сеченова. С 1960 года работала в ГУ НИИЭМ СО РАМН.
В 1980 году защитила докторскую диссертацию «Экспериментальное и клинико-иммунологическое изучение псевдотуберкулёзной инфекции». В 1991 году получила учёное звание профессора. В 1993 году избрана членом-корреспондентом РАМН по специальности «микробиология», в 2000 году — академиком РАМН. В 2001 году ей присвоено звание «Заслуженный деятель науки Российской Федерации».
Под её руководством защищена 21 кандидатская диссертация.
Умерла 23 сентября 2023 года.

## Научные достижения
Н. Н. Беседновой опубликованы 220 научных работ, в том числе 5 монографий, 3 научно-популярные книги. Имеет 20 авторских свидетельств и патентов на изобретения.
Под её руководством были выполнены циклы работ по иммунологии брюшного тифа, псевдотуберкулеза, дифтерии. За работу по изучению дальневосточной скарлатиноподобной лихорадки в 1989 году Н. Н. Беседнова в числе группы сотрудников института удостоена Государственной премии СССР.
Под её руководством разработаны такие иммунокорректоры, как тинростим, митилан и транслам.